# Reggenza di Purwakarta
La Reggenza di Purwakarta (in indonesiano Kabupaten Purwakarta) è una reggenza (kabupaten) dell'Indonesia situata nella provincia di Giava Occidentale.